# Partula fusca
Partula fusca foi uma espécie de gastrópodes da família Partulidae.
Foi endémica da Polinésia Francesa.